# Vladis Vujnović
Vladis Vujnović (Grubišno Polje, 13. srpnja 1933. – Zagreb, 24. veljače 2025.) bio je hrvatski fizičar, astronom i popularizator astronomije.
Školovao se u Osijeku i Zagrebu. Diplomirao je fiziku 1957. na Prirodoslovno-matematičkom faklutetu Sveučilišta u Zagrebu, te na istom fakultetu postao asistent pri Katedri za dinamičku astronomiju i astrofiziku. Doktorirao je s 28 godina spektroskopiju električnih izboja (1961.) na Sveučilištu u Liverpoolu, Velika Britanija. Godine 1962. prelazi na Institut za fiziku Sveučilišta u Zagrebu gdje iste godine utemeljuje Odjel fizike ioniziranih plinova, čiji je pročelnik do 1980. (1979. godine šest mjeseci obavlja dužnost direktora Instituta), a od 1975. do 1978. bio je i pročelnik Astrofizičkog odjela Opservatorija Hvar. 
Od 1965. znanstveni je suradnik, 1973. viši znanstveni suradnik, 1979. izvanredni profesor, 1984. znanstveni savjetnik, god. 1986. biran u zvanje profesora, a god. 1997. prelazi na Geofizički odsjek Prirodoslovno-matematičkog fakulteta kao redovni profesor, umirovljen listopada 2003. godine.
Na sveučilištima u Zagrebu, Rijeci, Splitu i Osijeku predavao je predmete Osnove fizike, Uvod u astronomiju, Astronomiju i astrofiziku, Atomsku fiziku, Spektroskopiju, Fiziku ioniziranih plinova, Aeronomiju, Planetologiju, te na poslijediplomskom studiju Atomsku fiziku i Optiku – spektroradiometriju.
Odgojio je niz suradnika, vodio više od 50 diplomskih radova, desetak magistarskih te nekoliko doktorskih radova. Organizirao je znanstvene konferencije, vodio je niz domaćih i međunarodnih projekata (posljednji je bio projekt Ministarstva znanosti, obrazovanja i športa: Geomagnetizam u području Hrvatske). Bio je član domaćih i međunarodnih znanstvenih društava: Hrvatsko fizikalno društvo, Hrvatsko astronomsko društvo, Europsko astronomsko društvo, Kraljevsko astronomsko društvo iz Londona. Autor je 38 originalnih znanstvenih radova.
Područje njegova znanstvenog djelovanja su fizičke znanosti: laboratorijska, astrofizička i geofizička istraživanja. U laboratorijskoj spektroskopiji električnih izboja djeluje pionirski, promičući i razvijajući postupke i metode, posebno dijagnostičke. U zračenju visokotemperaturnoga ioniziranog vodika otkrio je pojavu rastapanja spektralnih linija u Balmerovu spektru i protumačio je autoionizacijskim prijelazom diskretnih energijskih razina u kontinuum, te uveo pojam statističkoga rekombinacijskog kontinuuma. Mjerio je vjerojatnosti prijelaza i Starkove konstante širenja spektralnih linija, te ustanovio poopćenu Planckovu formulu zračenja usijane površine volframa. Istraživao je područje geomagnetizma i aeronomije; proučavao prolazak ultraljubičastog zračenja kroz atmosferu i mjerio geomagnetsko polje, te vodio projekt Ministarstva znanosti "Geomagnetizam u području Hrvatske."
Napisao je više desetaka članaka za časopis Zvjezdarnice u Zagrebu "Čovjek i svemir," te je bio bliski suradnik profesoru Gabrijelu Divjanoviću, osnivaču i uredniku tog časopisa za popularizaciju astronomije (svojedobno tiskanog u nakladi od 70.000 primjeraka).
Školovani je klavirist.
Uz znanstveni rad trajno se zalaže za popularizaciju znanosti, za što je 1998. godine odlikovan Državnom nagradom za popularizaciju i promidžbu znanosti, te Nagradom Ivana Filipovića za životno djelo 2003. god.

## Izbor objavljenih knjiga
Svoj je pedagoški rad upotpunio nizom udžbenika, priručnika i knjiga: 
- "Osnove atomske fizike I i II",
- "Osnove astrofizike",
- "Tamo gdje se zvijezde rađaju" (1972.),
- "Titraji, valovi i svjetlost",
- "Astronomija" (1989., 1997.),
- "Astronomija 1." (1990., 1994., 2005., 2009.),
- "Astronomija 2." (1990., 1994., 2010.),
- "Astronomija za učenike osnovne škole",
- "Rječnik astronomije i fizike svemirskog prostora" (2004.),
- "Fizika 7" – udžbenik fizike za 7. razred osnovnih škola (2007., 2014.),
- "Fizika 8" – udžbenik fizike za 8. razred osnovnih škola (2008., 2014.),
- "Zvjezdane vatre dalekog sjevera – fizikalna astrognozija" (2009.),
- "Sa svemirom na Ti" (2023.).

## Počast nazvanog asteroida
Radna grupa za nomenklaturu malih svemirskih tijela (WG Small Body Nomenclature) Međunarodnog astronomskog saveza (IAU) u svojem je biltenu od 16. lipnja 2021. (WGSBN Bulletin Volume 1, #3 – 2021 June 16) objavila dodjelu počasti naziva asteroida rednog broja 182.590 otkrivenog 2001.g., promjera 1,2 km koji se od tada naziva 182.590 Vladisvujnovic. Objašnjenje teksta dodjele je (cit.): "Vladis Vujnović (r. 1933.) je profesor astronomije i fizike zagrebačkog Sveučilišta, pijanist, autor brojnih astronomskih udžbenika i ostalih publikacija, te važni doprinositelj razvoju astronomije i astrofizike u Hrvatskoj."